# Thiniba Samoura
Thiniba Samoura, née le 11 février 2004 à Paris, est une footballeuse française. Elle évolue actuellement au poste de défenseure au Paris Saint-Germain.

## Biographie

### En club
À onze ans, Thiniba Samoura joue au FC Thiais dans le Val-de-Marne. Quatre ans plus tard, elle rejoint le centre de formation du Paris FC.
Le 20 novembre 2021, elle entre en jeu en championnat face à Dijon et dispute ainsi son premier match professionnel.
En août 2023, après seulement neuf matches disputés avec son club formateur, dont aucune titularisation, elle signe au Paris Saint-Germain. Elle est titulaire pour la première fois en championnat le 21 octobre 2023 face à Lille, puis dispute son premier match de Ligue des champions face à la Roma le 14 décembre. Elle s'impose dans le onze de départ parisien, profitant également de la blessure de Paulina Dudek. Elle est nommée pour le prix de révélation de la saison.

### En sélection
Thiniba Samoura participe à la coupe du monde U20 en 2022, où elle atteint les quarts de finale.
En 2023, elle participe à l'Euro U19 et atteint les demi-finales. Elle fait partie de l'équipe-type de la compétition.
En décembre 2023, elle est appelée en équipe de France pour le final four de Ligue des nations, mais n'entre pas en jeu.
Le 5 juin 2025, elle figure dans la liste des 23 joueuses retenues par Laurent Bonadei pour disputer le Championnat d'Europe en Suisse.

## Style de jeu
Thiniba Samoura évolue en défense centrale, mais peut également jouer milieu défensive, poste auquel elle a été formée.